# قضیه AF+BG
در ریاضیات، قضیه AF-BG قضیه ای است در هندسه جبری که شرایطی را بیان می‌کند که در صورت برقراری آن‌ها معادله یک خم جبری بر حسب معادله دو خم دیگر قابل توصیف است. این قضیه به افتخار ریاضیدان آلمانی ماکس نوتر که آن را نخستین بار ثابت نمود، نامگذاری شده‌است.

## صورت قضیه
در {\displaystyle \mathbb {P} ^{2}} با دستگاه مختصات همگن {\displaystyle X=[X_{0},X_{1},X_{2}]} ، فرض کنید دو چندجمله ای همگن {\displaystyle F(X)} و {\displaystyle G(X)} به ترتیب از درجه‌های {\displaystyle m} و {\displaystyle n} باشند که دو خم صفحه ای {\displaystyle C} و {\displaystyle D} را تعریف می‌کنند. فرض کنید این دو خم هیج مؤلفه مشترکی ندارند. آنگاه اگر {\displaystyle H(X)} یک چندجمله ای همگن از درجه
{\displaystyle d=m+k=n+l} با {\displaystyle k,l\geq 0} باشد، چه وقت چندجمله‌ای‌های {\displaystyle A} و
{\displaystyle B} وجود دارند که : {\displaystyle H=AF+BG}؟
قضیه نوتر شرط مورد نظر را چنین به دست می‌دهد:
قضیه (ماکس نوتر): فرض کنید {\displaystyle P\in C\cap D} و {\displaystyle {\mathcal {O}}_{P}} حلقه موضعی توده تابع‌های هولومورف در همسایگی {\displaystyle P} باشند. اگر فرض کنیم که {\displaystyle P} در دستگاه مختصات آفین {\displaystyle (x,y)=[1,x,y]} باشد و قرار دهیم {\displaystyle f(x)=F(1,x,y)} و {\displaystyle g(x)=G(1,x,y)} آنگاه {\displaystyle I_{P}=(f(x),g(x))} یک ایده‌آل از حلقه {\displaystyle {\mathcal {O}}_{P}} است و {\displaystyle H=AF+BG} اگر و تنها اگر {\displaystyle H\in I_{P}\subseteq {\mathcal {O}}_{P}} برای هر {\displaystyle P\in C\cap D}.

## تعبیر هندسی
قضیه نوتر در واقع شرایطی را بیان می‌کند که تحت آنها، معادله خم {\displaystyle H} که از نقاط اشتراک خم {\displaystyle C} و {\displaystyle D} می‌گذرد، به صورت ترکیبی از معادلات این دو خم قابل بیان است. واضح است که اگر معادله {\displaystyle H=AF+BG} برقرار باشد آنگاه این خم از همه نقاط اشتراک {\displaystyle C} و {\displaystyle D} می‌گذرد نکته قابل توجه در قضیه نوتر این است که می‌گوید عکس این مطلب نیز درست است و اگر خمی در شرایط قضیه صدق کند و از نقاط اشتراک دو خم بگذرد، معادله آن به صورت {\displaystyle AF+BG} خواهد بود.

## رابطه با قضیه بزو
قضیه نوتر را در واقع می‌توان هم ارز قضیه بزو در نظریه اعداد دانست. قضیه بزو می‌گوید که عدد صحیح {\displaystyle h} به صورت ترکیب خطی با ضرایب صحیح از دو عدد {\displaystyle a} و {\displaystyle b} قابل بیان است اگر و تنها اگر {\displaystyle h} مضربی از ب.م. م {\displaystyle a} و {\displaystyle b} باشد. اگر ایده‌آل تولید شده به وسیلهٔ ب.م. م {\displaystyle a} و {\displaystyle b} را با {\displaystyle (a,b)} نشان دهیم، آنگاه این قضیه می‌گوید که {\displaystyle h=ra+sb\Leftrightarrow h\in (a,b)}. قضیه نوتر هم می‌گوید: {\displaystyle H=AF+BG\Leftrightarrow H\in I_{P}=(F,G)_{P}} برای هر {\displaystyle P\in C\cap D}.